# Halterofilismo nos Jogos Olímpicos de Verão de 2012 - Mais de 75 kg feminino

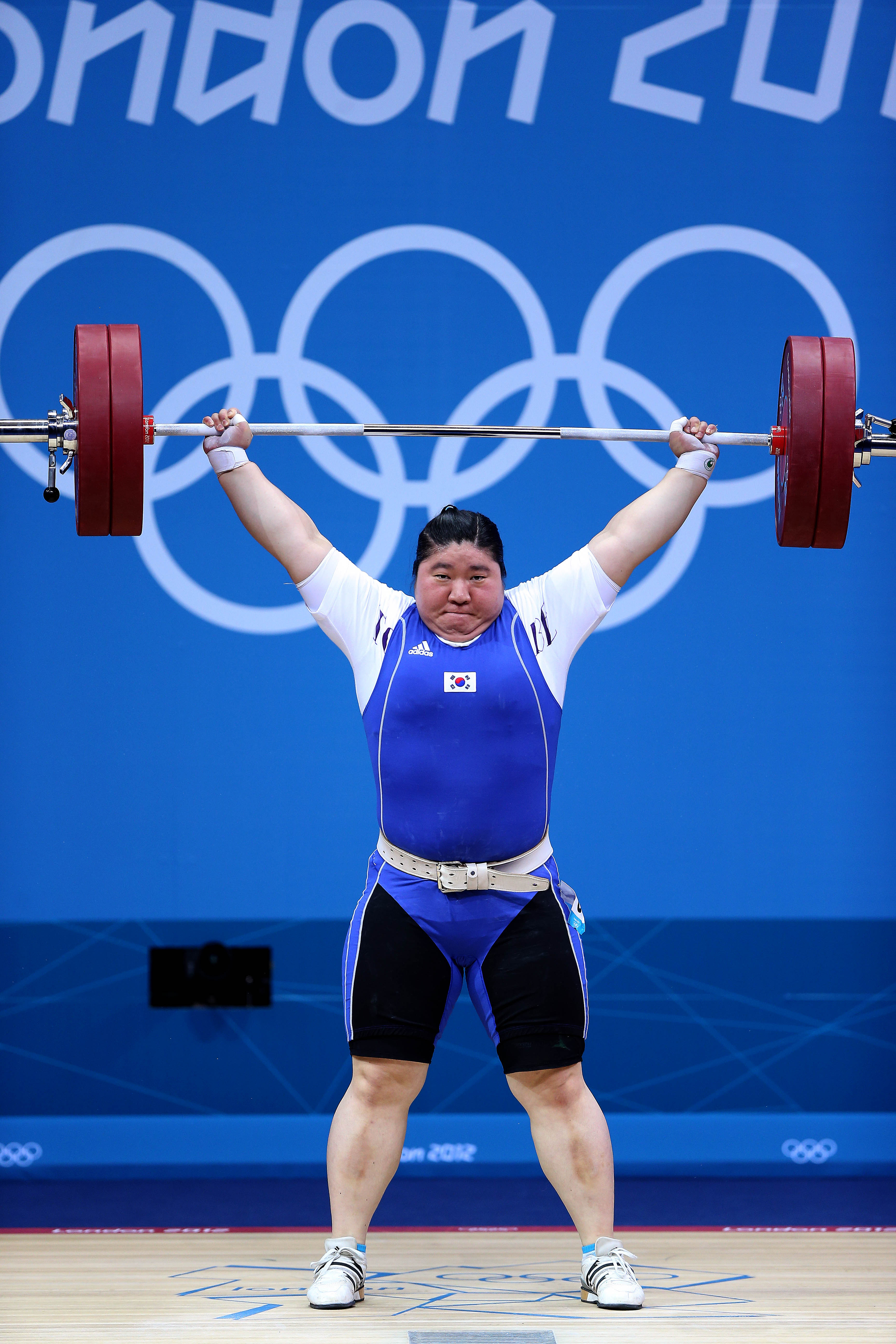
Jang Mi-ran, da Coreia do Sul, durante a prova em Londres.

A competição da categoria mais de 75 kg feminino do halterofilismo nos Jogos Olímpicos de Verão de 2012 foi realizada no dia 5 de agosto no ExCeL, em Londres.
Originalmente a armênia Hripsime Khurshudyan conquistou a medalha de bronze, mas foi desclassificada em 21 de novembro de 2016 após a reanálise do seu teste antidoping acusar o uso das substâncias turinabol e estanozolol. A medalha foi realocada pela Federação Internacional de Halterofilismo.

## Calendário
Horário local (UTC+1)
| Dia         | Horário | Fase    |
| ----------- | ------- | ------- |
| 5 de agosto | 15:30   | Grupo A |

## Recordes
Antes desta competição, os recordes mundiais e olímpicos da prova eram os seguintes:
| Recorde mundial  | Arranque  | RUS Tatiana Kachirina | 148 kg | Belgorod, Rússia      | 18 de dezembro de 2011 |
| Recorde mundial  | Arremesso | KOR Jang Mi-ran       | 187 kg | Goyang, Coreia do Sul | 28 de novembro de 2009 |
| Recorde mundial  | Total     | CHN Zhou Lulu         | 328 kg | Paris, França         | 13 de novembro de 2011 |
| Recorde olímpico | Arranque  | KOR Jang Mi-ran       | 140 kg | Pequim, China         | 16 de agosto de 2008   |
| Recorde olímpico | Arremesso | KOR Jang Mi-ran       | 186 kg | Pequim, China         | 16 de agosto de 2008   |
| Recorde olímpico | Total     | KOR Jang Mi-ran       | 326 kg | Pequim, China         | 16 de agosto de 2008   |

Depois da competição, os seguintes recordes foram quebrados e outro igualado:
| Recorde mundial  | Arranque  | RUS Tatiana Kachirina | 151 kg | Londres, Grã-Bretanha | 5 de agosto de 2012 |
| Recorde mundial  | Total     | CHN Zhou Lulu         | 333 kg | Londres, Grã-Bretanha | 30 de julho de 2012 |
| Recorde olímpico | Arranque  | RUS Tatiana Kachirina | 151 kg | Londres, Grã-Bretanha | 5 de agosto de 2012 |
| Recorde olímpico | Arremesso | CHN Zhou Lulu         | 187 kg | Londres, Grã-Bretanha | 30 de julho de 2012 |
| Recorde olímpico | Total     | CHN Zhou Lulu         | 333 kg | Londres, Grã-Bretanha | 30 de julho de 2012 |

Zhou Lulu, além de quebrar o recorde mundial no total, conseguiu ainda igualar o recorde mundial de arremesso (187 kg)

## Medalhistas
| Ouro   | CHN Zhou Lulu         |
| Prata  | RUS Tatiana Kachirina |
| Bronze | KOR Jang Mi-ran       |

## Resultados
Nessa edição, participaram 14 atletas.
| Pos.              | Nome                     | Peso   | Arranque (kg) | Arranque (kg) | Arranque (kg) | Arranque (kg) | Arremesso (kg) | Arremesso (kg) | Arremesso (kg) | Arremesso (kg) | Total (kg) |
| Pos.              | Nome                     | Peso   | 1             | 2             | 3             | Res.          | 1              | 2              | 3              | Res.           | Total (kg) |
| ----------------- | ------------------------ | ------ | ------------- | ------------- | ------------- | ------------- | -------------- | -------------- | -------------- | -------------- | ---------- |
| Medalha de ouro   | CHN Zhou Lulu            | 130.83 | 142           | 146           | 146           | 146           | 181            | 187            | 190            | 187            | 333        |
| Medalha de prata  | RUS Tatiana Kachirina    | 102.31 | 144           | 149           | 151           | 151           | 175            | 181            | 187            | 181            | 332        |
| Medalha de bronze | KOR Jang Mi-ran          | 118.07 | 120           | 125           | 129           | 125           | 158            | 164            | 170            | 164            | 289        |
| 4                 | EGY Nahla Ramadan        | 105.51 | 122           | 125           | 125           | 122           | 150            | 155            | 158            | 155            | 277        |
| 5                 | SAM Ele Opeloge          | 124.89 | 117           | 122           | 122           | 117           | 145            | 150            | 155            | 150            | 267        |
| 6                 | USA Sarah Robles         | 124.35 | 114           | 118           | 120           | 120           | 144            | 145            | 145            | 145            | 265        |
| 7                 | ECU Oliba Nieve          | 97.43  | 113           | 117           | 120           | 117           | 138            | 138            | 142            | 138            | 255        |
| 8                 | JPN Mami Shimamoto       | 105.90 | 103           | 107           | 110           | 110           | 138            | 143            | 146            | 143            | 253        |
| 9                 | USA Holley Mangold       | 157.04 | 105           | 105           | 110           | 105           | 135            | 140            | 140            | 135            | 240        |
| 10                | GUA Astrid Camposeco     | 88.52  | 87            | 91            | 93            | 93            | 112            | 115            | 117            | 115            | 208        |
| 11                | COK Luisa Peters         | 88.58  | 74            | 78            | 82            | 82            | 95             | 100            | 105            | 100            | 182        |
| 12                | GHA Alberta Ampomah      | 78.53  | 70            | 70            | 73            | 73            | 97             | 97             | 101            | 101            | 174        |
| —                 | NGR Mariam Usman         | 120.79 | 125           | 129           | 133           | 129           | 160            | 160            | 160            | —              | —          |
| —                 | ARM Hripsime Khurshudyan | 87.58  | 124           | 128           | 132           | 128           | 158            | 166            | 166            | 166            | 294 DSQ    |

Legenda
| Recorde mundial      | Recorde mundial (World record)               |                       | Recorde africano                      | Recorde africano (African) |                                           | Q | Classificado por posição (Qualified) |
| Recorde olímpico     | Recorde olímpico (Olympic record)            | Recorde da América    | Recorde da América (Americas)         | q                          | Classificado por melhor tempo (Qualified) |   |                                      |
| Melhor marca do ano  | Melhor marca do ano (World leading)          | Recorde asiático      | Recorde asiático (Asian)              | DNS                        | Não largou (Did not start)                |   |                                      |
| Recorde nacional     | Recorde nacional (National record)           | Recorde europeu       | Recorde europeu (European)            | DNF                        | Não terminou (Did not finish)             |   |                                      |
| Recorde pessoal      | Recorde pessoal do atleta (Personal best)    | Recorde da Oceania    | Recorde da Oceania (Oceania)          | DSQ / DQ                   | Desclassificado (Disqualified)            |   |                                      |
| Recorde da temporada | Recorde da temporada do atleta (Season best) | Recorde sul-americano | Recorde sul-americano (South America) | NM                         | Sem marca (No mark)                       |   |                                      |